# Adley Rutschman
Adley Rutschman (Portland, Oregón, 6 de febrero de 1998) es un jugador profesional estadounidense de béisbol que se desempeña en la posición de cácher en Baltimore Orioles, equipo de las Grandes Ligas de Béisbol (MLB).

## Carrera
Fue seleccionado en la primera ronda en el Draft de la MLB de 2019. En 2022 hizo su debut profesional con el equipo Baltimore Orioles, donde lleva jugando tres temporadas.